# Hangviller
Hangviller (deutsch Hangweiler) ist eine französische Gemeinde mit 261 Einwohnern (Stand 1. Januar 2022) im Département Moselle in der Region Grand Est (bis 2015 Lothringen). Sie gehört zum Arrondissement Sarrebourg-Château-Salins.

## Geografie
Hangviller liegt an der Grenze zum Département Bas-Rhin, etwa fünf Kilometer nordwestlich von Phalsbourg, am Fluss Südliche Zinsel, auf einer Höhe zwischen 217 und 302 m über dem Meeresspiegel. Das Gemeindegebiet umfasst 4,54 km².

## Geschichte
Hangviller wurde gegründet als Domäne der Abtei von Graufthal und wurden 1556 reformiert. 
Der Ort gehörte ab 1661 zu Frankreich, wurde dann durch den Frieden von Frankfurt 1871 wieder deutsch und nach dem Ersten Weltkrieg wieder französisch. Auch in der Zeit des Zweiten Weltkriegs war die Region wieder unter deutscher Verwaltung.

### Bevölkerungsentwicklung
| Jahr      | 1962 | 1968 | 1975 | 1982 | 1990 | 1999 | 2007 | 2019 |
| Einwohner | 319  | 354  | 336  | 304  | 287  | 286  | 277  | 263  |

## Persönlichkeiten
- George Hetzel (1826–1899), Maler der Düsseldorfer Schule